# Parti de la liberté du peuple (Russie)
Pour les articles homonymes, voir Parti de la liberté du peuple.
Le Parti de la liberté du peuple - PARNAS (« Pour une Russie sans arbitraire ni corruption », russe : Партия народной свободы «За Россию без произвола и коррупции»; ПАРНАС ; Partiya narodnoy svobody «Za Rossiyu bez proizvola i korruptsiyi», PARNAS) est un parti politique libéral-démocratique russe fondé le 13 décembre 2010 par les politiciens de l'opposition Vladimir Ryjkov, Boris Nemtsov, Mikhaïl Kassianov et Vladimir Milov et dissous de facto le 16 juin 2012 (fusion avec le parti RPR-PARNAS). Le nom est une référence au Parti libéral-démocratique original de la liberté populaire.
Le parti critique fortement le régime de Poutine. Son objectif déclaré est de ramener la Russie sur la voie de la démocratie et de restaurer le respect de la Constitution. Il est également membre associé du parti Alliance des démocrates et des libéraux pour l'Europe. Le parti est formé sur la base d'une coalition comprenant quatre organisations : 
- Choix démocratique (dirigé par Vladimir Milov)
- Parti républicain de Russie (dirigé par Vladimir Ryjkov)
- Union populaire et démocrate russe (dirigée par Mikhaïl Kassianov)
- Solidarnost (représentée par Boris Nemtsov)

Un certain nombre de membres de Solidarnost ont décidé de ne pas rejoindre le Parti de la liberté du peuple, y compris Garry Kasparov et son Front civique unifié, affirmant qu'ils ne voulaient pas participer à des élections non libres et gaspillaient des ressources en tentant d'enregistrer un parti d'opposition, ce qui, à leur avis, est impossible. Ils sont également en mauvais termes avec certains membres clés du Choix démocratique.
En 2011, la Cour européenne des droits de l'homme juge illégal le refus d'enregistrement du Parti républicain de Russie. Le 5 mai 2012, le ministère de la Justice rétablit l'enregistrement officiel du Parti républicain de Russie. Le 16 juin 2012, lors du 15e congrès du Parti républicain de Russie, les membres du PARNAS se joignent au RPR et le parti d'opposition démocratique uni est rebaptisé Parti républicain de Russie - Parti de la liberté du peuple (RPR-PARNAS).

## Chronologie
- Le 16 septembre 2010, la coalition de quatre mouvements est créée sous le nom de « Pour une Russie sans anarchie et corruption ».
- Le 9 octobre 2010, la coalition organise son premier rassemblement à Moscou.
- Le 13 décembre 2010, le parti tient son congrès fondateur.
- Le 28 mars 2011, le parti publie son rapport Poutine. Corruption et commence à collecter des fonds pour sa publication.
- Le 16 avril 2011, le parti organise des rassemblements à Moscou et dans d'autres villes.
- Le 23 mai 2011, des représentants du parti soumettent au ministère de la Justice les documents requis pour son enregistrement. Des bureaux régionaux sont créés dans 53 régions de Russie et le nombre de membres atteint 46 158[2]
- Le 22 juin 2011, le parti se voit refuser l'enregistrement[3]
- Le 23 juin, les coprésidents du parti ont tenu une conférence de presse à Moscou. Ils ont déclaré que les élections à la Douma de décembre 2011 seraient illégitimes sans que le Parti de la liberté du peuple ne figure sur la liste des bulletins de vote et qu'ils avaient l'intention d'organiser une vaste campagne de protestation[4].
- Le 24 juin, le président de la Russie Dmitri Medvedev a commenté le refus d'enregistrer le parti : « Qu'ils enlèvent les « âmes mortes », puis ils seront enregistrés. Inutile d'essayer d'être enregistré avec des irrégularités »[5].
- Le 25 juin, le parti organise un rassemblement à Moscou sous le slogan « Contre la tyrannie ! Contre la corruption ! Pour des élections justes et libres ! » qui rassemble plus de deux mille participants. Les coprésidents du parti, Vladimir Ryjkov, Mikhaïl Kassianov, Vladimir Milov et Boris Nemtsov prononcent des discours disant qu'ils considèrent le refus du ministère de la Justice comme illégal et s'engagent à poursuivre la lutte politique. Un discours passionné contre Poutine est prononcé par Ilya Iachine. Le dirigeant du parti l'Autre Russie Édouard Limonov, venu soutenir les démocrates, exhorte les participants à s'auto-exclure des listes électorales. L'actrice Natalia Fateyeva informe de sa décision de rejoindre le parti et son exemple est suivi par de nombreux autres. Les participants scandent « Des élections sans opposition sont un crime » et « À bas Poutine et Medvedev ! »[6].
- Le 2 juillet 2011, le parti tient une conférence panrusse à Moscou. Les participants prennent la décision de ne pas faire de nouvelles tentatives d'enregistrement auprès du ministère de la Justice et de faire appel du refus d'enregistrement du parti devant le tribunal. Ils déclarent illégitimes les prochaines élections législatives et lancent une campagne sous le slogan « Je ne participe pas à la farce ! ». Boris Nemtsov suggère une forme active de protestation : « venir aux urnes avec un stylo-feutre et mettre une croix sur le bulletin de vote ». La question des formes acceptables de débat de parti est également discutée. À cet égard, de nombreux participants critiquent vivement le choix démocratique, de sorte que son chef, Vladimir Milov, quitte temporairement la salle en signe de protestation[7].
- Les 28 et 29 mai 2016, Parnas organise des primaires, qui sont remportées par un vote majoritaire pour Vyacheslav Maltsev[8].